# Декларација о независности Тексаса
Тексашка Декларација независности било је формално и једнострано проглашење независности Тексаса од Мексика ослобођеним Тексашком Револуцијом 1835–1836. Декларација је усвојена Конвенцијом из 1836. године у Вашингтону на Бразосу 2. марта, а формално је потписан следећег дана након што су у тексту забележене грешке.

## Позадина
У октобру 1835. године досељеници из мексичког Тексаса покренули су Тексашку револуцију .
Међутим, у Остину, била су подељена мишљења о циљу Тексашке револуције. Неки су веровали да би циљ требао да буде потпуна независност од Мексика. Супротно томе, други су тражили поновну примену мексичког Устава из 1824. године, који је пружао веће слободе него што је централистичка влада декларисала у Мексику претходне године. Да би се то питање решило, сазвана је конвенција марта 1836.
Ова конвенција се разликовала од претходних тексашких већа 1832, 1833. и Консултација 1835 године. Мексичка влада је својим колонизационим законима позвала и нагнала англоамеричко становништво Тексаса да колонизује своју дивљину под заветом вере писменог устава, да треба да наставе да уживају ту уставну слободу и републичку владу којој су били навикнути у земљи њиховог рођења, Сједињеним Америчким Државама. Једина двојица познатих домаћих Тексашана који су потписали су Јосе Франциско Руиз и Јосе Антонио Наваро. Већина делегата били су чланови Ратне странке и били су одлучни да Тексас мора прогласити независност од Мексика. Четрдесет и један делегат стигао је у Вашингтон на Бразосу 28. фебруара 1836.

## Развој
Конвенција је сазвана 1. марта, са председавајућим Ричардом Елисем . Делегати су изабрали одбор од пет чланова који ће израдити декларацију о независности; одбор је водио Џорџ Чилдрес, а учествовали су и Едвард Конрад, Џејмс Гејнс, Белеј Хардеман и Колин Кинеј. Комитет је поднео свој нацрт у року од само 24 сата, наводећи историчаре да претпостављају да је Чилдрес написао већи део текста пре него што је стигао на Конвенцију.
Декларација је одобрена 2. марта без расправе. Заснована првенствено на списима Џона Лока и Томаса Џеферсона, декларација је прогласила да је мексичка влада „престала да штити животе, слободу и имовину људи од којих произилазе њене легитимне моћи“ и жалила се на „произвољна дела угњетавања и тираније“. У целој декларацији налазе се бројне референце на законе, права и обичаје Сједињених Држава. Из декларације је изостављена чињеница да су аутор и многи потписници били држављани Сједињених Држава, који су илегално окупирали Тексас и стога нису имали законска права у мексичкој влади. Декларација појашњава да су мушкарци навикли на законе и привилегије Сједињених Држава и да нису били упознати са језиком, религијом и традицијом нације против које су се побунили.
Декларацијом је званично успостављена Република Тексас, мада је тада није званично признала ниједна друга влада осим ње саме. Мексичка Република је и даље полагала право на земљу и делегате је сматрала освајачима.
Између осталих, у декларацији се наводе следећи разлози за оцепљење:
- Устав Мексика из 1824. о успостављању савезне републике генерал Антонио Лопез де Санта Ана срушио је и променио у централистичку војну диктатуру. (Са становишта Мексика, на законитим изборима 1835. седели су многи конзервативни политичари који су намеравали да ојачају владу Мексика и одбране своју нацију од инвазије илегалних америчких имиграната. Изменили су устав из 1824. усвајањем Седам закона.)
- Мексичка влада позвала је досељенике у Тексас и обећала им уставну слободу и републичку владу, али је потом одустала од ових гаранција. (Није поменуто да су многи досељеници, укључујући аутора и већину потписника, у ствари били непозвани, илегални преступници.[7])
- Тексас је био у унији са мексичком државом Коавила као Коавила и Тексас, са главним градом у далеком Салтиљу. Тако су се послови у Тексасу решавали на великој удаљености од провинције и на шпанском језику, који су имигранти називали „непознатим језиком“.
- Политичка права на која су досељеници раније били навикли у Сједињеним Државама, попут права на чување и ношење оружја и право на суђење поротом, била су ускраћена. Право о поседовању робова било је ускраћено мексичким Уставом из 1824. године (Поседовање робова се никада не помиње као узрок за независност у документу.)
- Није успостављен систем јавног образовања.
- Покушаје мексичке владе да примени увозне царине "страни очајници" назвали су "пиратским нападима".
- Досељеницима није била дозвољена слобода вероисповести. Сви легални насељеници морали су да пређу у католичанство.

Заснована на Декларацији о независности Сједињених Држава, Тексашка декларација такође садржи многе незаборавне изразе америчких политичких принципа:
- „право на суђење пороте, тај паладијум грађанске слободе и само сигурно јемство за живот, слободу и имовину грађанина“.
- „наше оружје ... је од суштинске важности за нашу одбрану, законита имовина слободара и застрашујуће само за тиранске владе“.

## Потписници
Шездесет мушкараца потписало је Тексашку декларацију о независности. Тројица њих рођено је у Мексику. Педесет седам од шездесет преселило се у Тексас из Сједињених Држава . Педесет девет од ових људи били су делегати Конвенције, а један секретар Конвенције Херберт С. Кимбле, који није био делегат.
- Јесе Б. Бедгет
- Џорџ Вашингтон Бернет
- Томас Бернет
- Стефен В. Блоунт
- Џон В. Бовер
- Аса Бригем
- Андру Бриск
- Џон Вилер Бунтон
- Џон СД Биром
- Метју Калдвел
- Семјуел Прајс Карсон
- Џорџ Ц. Чилдрес
- Вилијем Кларк, Јр.
- Роберт М. Кулман
- Џејмс Колинсворт
- Едвард Конрад
- Виљем Керол Крафорд
- Лоренцо де Завала
- Ричард Елис, председник Конвенције и делегат из Ред Ривера
- Стефан Х. Еверет
- Џон Фишер
- Семјуел Роудс Фишер
- Роберт Томас 'Џејмс' Џеинс
- Томас Ј. Гезлеј
- Бенџамин Бригс Гудрих
- Јесе Гримс
- Роберт Хамилтон
- Белеј Хардеман
- Аугустин Б. Хардин
- Сем Хоустон
- Херберт Симмс Кимбле, секретар
- Виљем Д. Лаци
- Алберт Хамилтон Латимер
- Едвин О. Легранд
- Коулин МцКинеј
- Семјуел А. Маверик (из Бејара)
- Мајкл Б. Менард
- Виљем Менеф
- Џон В. Мур
- Виљем Мотлј
- Јосе Антонио Наваро
- Мартин Пармер, делегат из Сан Огастина
- Сиднеј О. Пенинтон
- Роберт Потер
- Џејмс Повер
- Џон С. Робертс
- Стерлинг Ц. Робертсон
- Јосе Францисцо Руиз
- Томас Џеферсон Руск
- Виљем. Б. Ваге
- Џорџ В. Смит
- Елијах Степ, предак породице Браун
- Чарлс Б. Стеварт
- Џејмс Г. Свишер
- Чарлс С. Тејлор
- Дејвид Томас
- Џон Турнер
- Едвин Велер
- Клиборн Вест
- Џејмс Б. Вудс

## Белешке
1. Roberts and Olson (2001), стр. 98.
2. https://www.tsl.texas.gov/treasures/republic/declaration.html
3. BERNICE, STRONG (15 June 2010). "RUIZ, JOSE FRANCISCO". tshaonline.org. Retrieved 14 April 2018.
4. Roberts and Olson (2001), стр. 142.
5. Davis (1982), стр. 38.
6. Roberts and Olson (2001), стр. 144.
7. Roberts and Olson (2001), стр. 145.
8. Roberts and Olson (2001), стр. 146.
9. Scott (2000), стр. 122.
10. "Texas Declaration of Independence". sonofthesouth.net. Retrieved 15 May 2015.